# 伴信也
伴 信也（ばん のぶや、1893年（明治26年）12月10日 - 1968年（昭和43年）10月21日）は、大日本帝国陸軍軍人。最終階級は陸軍少将。

## 経歴
1893年（明治26年）に島根県で生まれた。陸軍士官学校第28期を卒業し、1936年（昭和11年）に陸軍大学校専科第3期を卒業した。1940年（昭和15年）8月1日、陸軍歩兵大佐進級と同時に琿春駐屯隊参謀（関東軍）に着任した。1942年（昭和17年）4月に陸軍予科士官学校附となり、1943年（昭和18年）8月に留守第51師団参謀長（東部軍）、第81師団参謀長、1944年（昭和19年）7月に留守第51師団参謀長（東部軍）と歴任した。
1945年（昭和20年）4月1日に宇都宮師管区参謀長（東部軍管区）に就任し、6月10日に陸軍少将に進級した。
1947年（昭和22年）11月28日、公職追放仮指定を受けた。